# Ригби, Кэтлин
Кэтлин (Кэти) Ригби (англ. Cathleen Roxanne Rigby, позднее Мейсон, позже Маккой; род. 1952) — американская гимнастка; её выступление на летних Олимпийских играх 1968 года способствовало популяризации спортивной гимнастики в США.
После ухода из гимнастики Ригби стала актрисой театра и телевидения. Она представлена на изображении, включенном в золотую пластинку «Вояджера».

## Биография
Родилась 12 декабря 1952 года в округе Ориндж, штат Калифорния.
Занимаясь спортивной гимнастикой, стала самой результативной американской гимнасткой на летних Олимпийских играх 1968 года в Мехико. Также являлась чемпионкой США в 1970 и 1972 годах и стала первой американской женщиной, завоевавшей медаль на чемпионате Мира по спортивной гимнастике — «серебро» в выступлении на бревне чемпионата мира 1970 года. Ригби выступала и на летних Олимпийских играх 1972 года, но ей помешала травма. Она ушла из гимнастики после этой Олимпиады 1972.
В 1974 году продюсеры Theatre in the round предложили ей главную роль в мюзикле «Питер Пэн». Ригби рассказывала, что вначале была «до смерти напугана» этим предложением, но впоследствии обнаружила, что ей нравится играть Питера Пэна.
В середине 1970-х годов Кэтлин Ригби нарушила старое табу на появление в телевизионных рекламных роликах предметов женской гигиены бренда Stayfree (в частности гигиенических прокладок, созданных компанией Young & Rubicam), став тем самым первой знаменитостью, продвигающей предметы женской гигиены.
Затем в течение 18 лет она работала в качестве спортивного комментатора компании American Broadcasting Company. Также появилась в сделанных для телевидения фильмах, включая роль русской гимнастки в телесериале 1976 года «The Six Million Dollar Man». В 1981 году она снялась в роли Дороти в постановке «Удивительный волшебник из страны Оз». В числе других её работ — участие в мюзикле «Annie Get Your Gun» и музыкальном фильме «Встреть меня в Сент-Луисе».
В 1990 году Ригби снова появилась в роли Питера Пэна на Бродвее; получила отличные отзывы за свое выступление и была номинирована на премию Тони. Она снова выступала в этой роли в 1998—1999 годах. В 2002—2003 годах играла ведущую роль в гастрольной постановке мюзикла «Seussical», а в 2004—2005 годах Кэтлин опять гастролировала в роли Питера Пэна, объявив своё выступление как прощальное. Однако вернулась к этой роли в 2008 году в Benedum Center в Питтсбурге, и в 2009 году в Mansion Theater в Брэнсоне, штат Миссури.
В августе 2011 года, в возрасте почти шестидесяти лет, Кэтлин Ригби провела ещё один тур с ролью Питера Пэна, продолжавшийся по апрель 2013 года. После завершения тура, 28 апреля актриса заявила, что оставила эту роль навсегда. Она сказала: Нет, мы не прощаемся, потому что проститься значит забыть, а я не забываю, я просто собираюсь найти другое приключение («No, we don’t say goodbye, because saying goodbye means forgetting, and I’m not forgetting, I’m just going to find another adventure»). В конце августа 2015 года Ригби всё же сыграла эту роль в ограниченном 15-дневном показе на Тихоокеанской национальной выставке в Ванкувере.

## Личная жизнь
После ухода из гимнастики Кэтлин вышла замуж за профессионального футболиста Томми Мейсона, с которым у неё было двое сыновей.
Выступая в постановке «Удивительный волшебник из страны Оз», она познакомилась с Томом Маккоем, которому помогала в борьбе с булимией. Впоследствии вышла за него замуж, и у неё родились две дочери — Тереза и Кейтлин.
В 1980-е годы Ригби начала публично говорить о своем опыте в борьбе с расстройствами приёма пищи и в течение 12 лет писала статьи на эту тему, сообщив что дважды была госпитализирована и почти умерла от электролитного дисбаланса, но преодолела эту проблему.

## Заслуги
- Многоэкспозиционное изображение Кэтлин Ригби запечатлено на золотой пластинке «Вояджера» в качестве примера диапазона движения человека.
- В 1979 году в США был изготовлен и распространен набор торговых карт Supersisters; на одной из карт была представлена Ригби (карта # 64).
- В 1997 году Ригби была включена в Международный зал славы гимнастики.
- В 2004 году Кэтлин Ригби получила награду Distinguished Lifetime Service Award от организации Лига американских театров и продюсеров[англ.] (позже стала называться The Broadway League).